# بيرسي جون رووي
بيرسي جون رووي هو سياسي كندي، ولد في 18 نوفمبر 1893 في كندا، وتوفي في 26 يناير 1978 في أورو-ميدونت في كندا. حزبياً، نشط في Social Credit Party of Canada ‏. وقد انتخب عضو مجلس العموم الكندي.